# Marown
Marown är en parish på Isle of Man.  Den ligger på den sydvästra delen av Isle of Man, 6 km väster om huvudstaden Douglas. Det är det enda distriktet på Isle of Man som inte ligger vid havet. Antalet invånare är 2 311. De största byarna i Marown är Glen Vine och Crosby.